# Mozartkugle
En mozartkugle (ty.: Mozartkugel) er et stykke chokoladekonfekt, der blev lavet af konditoren Paul Fürst fra Salzburg i Østrig i 1890. Den blev opkaldt efter Wolfgang Amadeus Mozart, der var født i Salzburg. Chokoladenkonfektens oprindelige navn var Mozart-Bonbon.

## Den originale Mozartkugle
Konditormester Paul Fürst kom i 1884 til Salzburg, hvor han åbnede en forretning i Brodgasse nr. 13. I 1890 præsenterede han første gang en Mozart-Bonbon, der senere skulle sælge i meget stor målestok som mozartkugler. Han præsenterede den kuglerunde chokoladekonfekt på en udstilling i Paris i 1905, hvor han vandt en guldmedalje.
Under navnet Original Mozartskugeln fremstilles Mozartkugler af Konditorei Fürst efter den originale opskrift og metode. Først rulles en kugle af grøn pistacie-marcipan, der omgives af nougat. Kuglen sættes på en lille træpind og dyppes i mørk, flydende chokolade. Mens kuglen tørrer, sættes den lodret på en plade med chokoladekuglen øverst. Til sidst fjernes den lille træpind, og hullet forsegles med chokolade, og kuglen omvikles manuelt med et blå-sølvfarvet stykke stanniol. På denne måde produceres årligt omkring 1,4 mio. mozartkugler pr. håndkraft fra konditoriet. Disse originale mozartkugler forhandles direkte i tre forretninger i Salzburg, og de kan holde sig friske i omkring otte uger. 

## Navnet
Den i 1890 opfundne Mozart-Bonbon blev hurtigt kopieret af andre confiserier i byen som det endnu eksisterende konditori Holzermayer und Schatz, der omkring 1900 solgte konfektkuglerne som mozartkugler, hvilket var et navn, der blev hængende.
De mange mozartkugle-efterligninger medførte til sidst, at Paul Fürsts efterkommere førte en længere retsstrid om retten til navnet, men ikke til selve opskriften. I første række var kun forretninger i Salzburg berørt af sagen, men senere blev også Tyskland, (hvor storproducenten Reber ligger), trukket med ind i den. Der blev opnået enighed om, at kun Fürsts konfektkugler på kaldes Original Mozartkugel, mens f.eks. fimaet Mirabell kunne kalde sine konfektkugler for Echte Salzburger Mozartkugeln, og Rebers kunne kaldes Echte Reber-Mozartkugeln.
I 1996 opstod atter en varemærkestrid mellem Fürst og et af Nestlé-koncernens datterselskaber, som ville markedsføre en "Original Austria Mozartkugel". Retten bestemte, at kun Fürsts konfektkugler må kaldes Original Salzburger Mozartkugel.

## Fremstillere af Mozartkugler
Den gamle håndværksmæssige fremstilling af mozartkugler sker i Salzburg af flere konditorier, ligesom Konditorei Dallmann i St. Gilgen ved Wolfgangssee også fremstiller kuglerne håndlavet efter den originale opskrift.
Der findes en række industrielle fremstillere af mozartkuglen, som ikke alle helt følger den originale opskrift, men fremstiller forskellige varianter. I firmaet Mirabells mozartkugler er den grønne marcipankerne omgivet af både lys og mørk nougat. Hos andre producenter er nougatkernen inderst med pistaciemarcipanen udenom, og der er varianter med både lys og mørk overtrækschokolade. Andre har en plan side.
De to førende industrielle producenter er Paul Reber GmbH og Co. KG fra Bad Reichenhall i Bayern i Tyskland og Mirabell i Grödich ved Salzburg, der er et datterselskab af Kraft Foods. I Wien findes producenterne Firma Hofbauer (ejer af det schweiziske firma Lindt & Sprüngli) samt Manner, der producerer "Austria Mozartkugeln Victor Schmidt".

## Weblinks
- Konditori Fürst i Salzburg
- Mirabell-Mozartkugler Arkiveret 5. december 2012 hos  hos Archive.is
- Reber-Mozartkugler
- Mozartkuglens historie